# رودنهاوزن
رودنهاوزن (به آلمانی: Rüdenhausen) یک منطقهٔ مسکونی در آلمان است که در کیتسینگن واقع شده‌است.